# Pupatonia gracilispira
Pupatonia gracilispira är en snäckart som först beskrevs av Powell 1933.  Pupatonia gracilispira ingår i släktet Pupatonia och familjen Eatoniellidae. Inga underarter finns listade i Catalogue of Life.